# 馬弗爾山
78°45′S 159°22′E / 78.750°S 159.367°E
馬弗爾山（英語：Mount Marvel）是南極洲的山峰，位於奧次地，處於埃斯克萊德峰以南13公里的馬洛克冰川源頭附近，海拔高度1,540米，在1964年由美國南極名稱諮詢委員命名，現時由南極條約體系管理。